# Equazione retrospettiva di Kolmogorov
In matematica, lo studio dell'equazione retrospettiva di Kolmogorov consente di dare una rappresentazione della soluzione di una classe di equazioni differenziali alle derivate parziali in termini di valori di aspettazione di alcuni processi stocastici. Tale risultato fu pubblicato dal matematico russo Andrej Nikolaevič Kolmogorov nel 1931. 
Sia {\displaystyle X(t)\in \mathbb {R} ^{m}} un processo di diffusione con coefficienti (velocità di deriva e diffusione) {\displaystyle {\vec {a}}} e {\displaystyle B}. Sia {\displaystyle g:\mathbb {R} ^{m}\rightarrow \mathbb {R} } una funzione misurabile, ossia tale che:
{\displaystyle g^{-1}(A)\in B(\mathbb {R} ^{m})\qquad \forall A\in B(\mathbb {R} )}
e limitata:
{\displaystyle |g({\vec {x}})|<\infty \qquad \forall {\vec {x}}\in \mathbb {R} ^{m}}
Si definisca, attraverso {\displaystyle g}, la funzione {\displaystyle u:\mathbb {R} ^{+}\times \mathbb {R} ^{m}\rightarrow \mathbb {R} } data da:
{\displaystyle u(t,x)=E^{t,x}[g(X(s))]=E[g(X(s))|X(t)=x]}
ossia l'aspettazione del valore della funzione {\displaystyle g}, quando il processo è al tempo {\displaystyle s}, condizionata dal fatto che al tempo {\displaystyle t} (precedente ad {\displaystyle s}) il processo era in {\displaystyle x}.
Si può dimostrare che:
- la funzione {\displaystyle u} è continua e limitata, come pure le sue derivate parziali prime {\displaystyle u'_{x_{i}}} e seconde {\displaystyle u''_{x_{i}x_{j}}} rispetto alle {\displaystyle m} variabili {\displaystyle x_{i}}, con {\displaystyle i,j=1,\ldots m}.
- la funzione {\displaystyle u} è differenziabile rispetto al tempo con derivata {\displaystyle u'_{t}}
- la funzione {\displaystyle u} soddisfa un'equazione differenziale alle derivate parziali ordinaria (cioè non stocastica) del secondo ordine (perché coinvolge le derivate parziali seconde di {\displaystyle u}), detta equazione retrospettiva di Kolmogorov:

{\displaystyle \left\{{\begin{array}{l}u'_{t}+\sum \limits _{i=1}^{m}a_{i}(t,x)u'_{x_{i}}+{1 \over 2}\sum \limits _{i,j=1}^{m}b_{ij}(t,x)u''_{x_{i}x_{j}}=0\\\lim \limits _{t\to s}u(t,x)=g(x)\end{array}}\right.}